# MO Близнецов
MO Близнецов (лат. MO Geminorum) — двойная затменная переменная звезда (E:) в созвездии Близнецов на расстоянии (вычисленном из значения параллакса) приблизительно 4 446 световых лет (около 1 363 парсек) от Солнца. Видимая звёздная величина звезды — от +16,4m до +16m.
Открыта Куно Хофмейстером в 1968 году.

## Характеристики
Первый компонент — красная звезда спектрального класса M. Эффективная температура — около 3290 К.